# 阜新市实验中学
阜新市实验中学，由南校区初中部，北校区初中部，高中部组成。有约九十个教学班级，是辽宁省省级示范高中之一，南校区有三座教学楼，两个操场以及一座体育馆，北校区有一座教学楼，一座图书馆及游泳馆，三栋宿舍楼，两个操场，以及两个学生食堂，一个教师食堂。学校每年在阜新市体育场举办秋季田径运动会，每两年举办校园科技文化艺术节，在阜新市工人文化宫举办艺术节开、闭幕式。但在2020-2022年，以上活动均未展开。2023年9月29日-9月30日在辽宁工程技术大学北校区操场举行运动会。